# Enrile
Enrile è una municipalità di quarta classe delle Filippine, situata nella Provincia di Cagayan, nella Regione della Valle di Cagayan. Trae il proprio nome dal governatore-generale spagnolo Pasqual Enrile y Alcedo.
Enrile è formata da 22 baranggay:
- Alibago (Villa Maria)
- Barangay I (Pob.)
- Barangay II (Pob.)
- Barangay III (San Roque)
- Barangay III-A
- Barangay IV (Pob.)
- Batu
- Divisoria
- Inga
- Lanna
- Lemu Norte
- Lemu Sur
- Liwan Norte
- Liwan Sur
- Maddarulug Norte
- Maddarulug Sur
- Magalalag East
- Magalalag West (San Nicolas)
- Maracuru
- Roma Norte
- Roma Sur
- San Antonio